# 放送工学
放送工学（ほうそうこうがく、en:Broadcast engineering）は電気工学の分野であり、現在はラジオやテレビジョン 放送を扱うコンピュータ工学や情報技術にある程度まで対応、オーディオエンジニアリングとRFエンジニアリングも、放送エンジニアリングの重要な部分であり、電気工学のサブセット。
放送のエンジニアリングには、スタジオの終了とトランスミッタの終了（ エアチェイン全体）とリモートブロードキャストが含まれている。すべてのステーションには放送エンジニアがいるが、今では都市内のステーショングループ全体にサービスを提供している場合もあれば、必要に応じていくつかのステーション（多くの場合は小規模メディア市場 ）にサービスを提供する契約エンジニアでもある。

## 職務
放送技術者の現代的な任務には、スタジオ用の放送自動化システムの維持と、送信プラント用の自動伝送システムの維持が含まれる。また、適切な照明と絵画で 維持されなければならないラジオ・タワーに関する重要な任務もある。場合によっては、ステーションがその伝送設備を変更した後で、ステーションのエンジニアはRF干渉の 苦情に対処しなければならないことがある。

## タイトル
放送エンジニアは、専門知識と専門分野に応じてさまざまなタイトルを持つことができる。広く使われているタイトルには、下記の通り。
- 放送設計エンジニア
- 放送統合エンジニア
- 放送システムエンジニア
- ブロードキャストITエンジニア
- ブロードキャストIT システムエンジニア
- ブロードキャストネットワークエンジニア
- 放送メンテナンスエンジニア
- ビデオ放送技術者
- テレビスタジオ放送技術者
- 放送技術者以外
- リモートブロードキャストエンジニア

## 資格
放送技術者は、放送技術環境に応じて、次の程度の一部または全部を所有する必要がある。正式な資格がない場合は、関連する学位または同等の専門的経験が望ましい。

## 知識
放送技術者は、一般的に、従来のビデオ放送システムから最新の情報技術まで、以下の分野の知識を必要とされている。
従来の放送
- オーディオ/ビデオ計測器 測定
- ベースバンド ビデオ - 標準/ 高精細
- 放送スタジオの音響
- テレビスタジオ - 放送ビデオカメラとカメラレンズ
- プロダクションスイッチャー （ビデオミキサー）
- オーディオミキサー
- IT放送
- ビデオ圧縮 - DV25 、MPEG 、DVBまたはATSC （またはISDB ）
- デジタルサーバーの再生技術。- VDCP 、Louth、Harris 、制御プロトコル
- 放送自動化
- ディスクストレージ - RAID / NAS / SANテクノロジ
- アーカイブ - テープ・アーカイブまたはグリッド・ストレージ・テクノロジー。
- コンピュータネットワーキング
- オペレーティングシステム - Microsoft Windows / macOS / Linux / RTOS
- ポストプロダクション - ビデオキャプチャとノンリニア編集システム （NLE）。

RF
- RF 衛星アップリンク - 高出力アンプ（HPA）
- RF 通信衛星の ダウンリンク - 帯域検出、キャリア検出、IRDチューニングなど
- RFトランスミッタのメンテナンス - IOT UHFトランスミッタ、ソリッドステートVHFトランスミッタ、ソリッドステートMFトランスミッタ（AMラジオ）、チューブタイプVHFおよびMFトランスミッタ。アンテナ、送電線、高出力フィルタ、デジタル変調器、タワー、タワー照明システム、バックアップジェネレータなどがある。

健康と安全
- 労働安全衛生
- FM 200のような消火システム。
- 基礎構造工学
- RFハザード緩和

上記の要件は、ステーションによって異なる。

## デジタル工学
デジタル放送への変換は、放送技術者がアナログの原則に加えて、デジタルテレビやデジタルラジオに精通しなければならないことを意味する。トランスミッタからラジオアンテナからレシーバまでの新しい機器には、新しいフィールドエンジニアが遭遇する可能性がある。さらに、現代の技術は、放送局やラジオアンテナを異なるステーション間で共有する （ ダイプレックス ）など、エンジニアの専門知識に対する要求がますます高まっている。
デジタルオーディオおよびデジタルビデオは、多くの点で放送技術に革命をもたらした。放送スタジオとコントロールルームは、大部分が既にデジタルであり、たとえそれが可能であったとしても、多大な時間やコストを要したものに対して非線形編集とデジタル信号処理を使用していた。オーディオとビデオの ミキシングコンソールは、デジタルメディアライブラリを保持するために使用されるコンピュータストレージと同様に、2000年代にはさらにデジタル化され続けている。エフェクト処理とテレビグラフィックスは、今やもっと簡単かつ専門的に実現することができる。
放送業界がIPベースの制作およびコンテンツ配信技術（ Broadcast 3.0とも呼ばれることもある）に移行する中で、制作技術やワークフローだけでなく、ITおよびIPネットワークのノウハウを含む放送エンジニアの要件も変化している。
放送エンジニアリングで使用される他のデバイスは、電話機のハイブリッド 、放送の遅延 、およびデッドエアアラームである。詳細な説明については、放送エンジニアリング用語の用語集を参照。

## エンジニアリングサービス
放送局は、しばしば特定のニーズに対して外部エンジニアリングサービスを要求する。例えば、構造エンジニアリングは一般に放送エンジニアリングの直接的な部分ではないため、タワー企業は通常、放送塔を設計する 。
他の会社は、建設許可または放送ライセンスのための全国放送局に申請する際に必須の、放送エンジニアリングと放送法の両方を専門としている。これは、北米では特に重要。ステーションは、提案された施設が干渉を起こさず、電波スペクトルを最大限に利用することを証明する全負担を負っている。弁護士だけでなく、他の国ではこのような企業には、米国連邦通信委員会 （FCC）、カナダラジオテレビ通信委員会 （CRTC）、または同等の当局があり、アプリケーションを守っている。